# 呂志興
呂志興（Lui Chi Hing，1984年1月10日—），生於香港，香港職業足球運動員，司職防守中場，現擔任香港丙組聯賽球隊和富社企球員兼主教練，及香港超級聯賽球隊和富大埔助理教練。亦係大埔u14主教練

## 球會生涯
呂志興生於香港，小時候在大埔區足球場認識了當時已經踏足地區事務，以及後來的大埔足球會籌辦人之一的溫官球，與一批年輕人組成球隊參與各項比賽而且成績非常不俗，經溫官球的介紹下認識了另一位大埔足球會籌辦人陳平後，成為了大埔足球會在丙組作賽的基本班底，及後效力流浪青年軍，與盧均宜、林嘉緯等做隊友，以及入選港青並擔任球隊正選中鋒，並且在2000–01年度球季開始為預備組上陣，表現不俗獲擢升至甲組隊，該季即首次在甲組聯賽亮相，後來因為韌帶撕裂一度退出球壇。
傷勢康復後加盟大埔的姊妹球會大埔聖約瑟，2004年轉投大埔，在本地球壇名氣不算大，猶幸在大埔卻有不少粉絲，皆因他都是土生土長的大埔人，其得意之作卻是2013年和富大埔對九龍城一場賽事中，在中場線附近一記遠射入網，為球壇津津樂道。2006年當球隊升上香港甲組足球聯賽後，呂志興仍然是一名兼職球員，在首季甲組賽事甚少上陣。然而在2007–08年度年球季，他很快便在季初爭取到正選上陣機會，成為球會的中場必然正選，在外援中堅祖爾離隊後，呂志興在球隊中更被安排出任正選中堅。2013年與一班大埔兄弟就決定同球隊共同進退，一起降落乙組，雖然有甲組球會希望羅致他，但他仍以大埔優先，2014年，呂志興隨和富大埔升上香港超級聯賽，可惜大埔因護級失敗歸一季便回歸甲組。2016年6月，呂志興再次隨和富大埔升上香港超級聯賽。於2017年5月3日後備入替為和富大埔奪得當屆的菁英盃冠軍。到2017/18球季初呂志興在操練因左膝前十字韌帶斷裂受傷休戰。

## 個人生活
呂志興與隊友陳思榮、陳旭智、史建威及蘇康城自小便在大埔區內一起踢足球而認識，2016年兼任大埔文書工作，在球會支持下，以現役球員身份，積極參與社會事務，包括到學校協助足球訓練；與青年中心合作舉辦講座、個案分享、遊樂等活動， 與青年分享健康生活經驗。

## 評價
- 香港著名教練黎新祥曾表示，呂志興雖然速度較慢，但技術及踢法俱不俗，可惜因讀書及工作只能兼職踢足球，未能全力發展自身的進步空間。

## 榮譽
和富大埔
- 香港足總盃冠軍（2008–09季度）
- 香港高級組銀牌冠軍（2012–13季度）
- 香港菁英盃冠軍（2016–17季度）

## 外部連結
- 香港足球總會網頁球員資料（页面存档备份，存于）